# Mascaraàs-Haron
Mascaraàs-Haron – miejscowość i gmina we Francji, w regionie Nowa Akwitania, w departamencie Pireneje Atlantyckie.
Według danych na rok 1990 gminę zamieszkiwało 150 osób, a gęstość zaludnienia wynosiła 17 osób/km² (wśród 2290 gmin Akwitanii Mascaraàs-Haron plasuje się na 1026 miejscu pod względem liczby ludności, natomiast pod względem powierzchni na miejscu 1147).